# Meta Sander
Meta Sander (* 8. September 1906 in Mülhofen (Rheinland); † 9. Mai 1996 in Wismar) war eine deutsche Gynäkologin und Geburtshelferin.

## Leben
Meta Sander wurde als Tochter des Kaufmanns Jean Schnock und dessen Ehefrau Josephine geboren. 1926 schloss sie in Köln ihre Schulausbildung mit dem Abitur ab. An der Universität Köln studierte sie Humanmedizin von 1926 bis 1932. Es folgte ein Medizinalpraktikantenjahr an den Kölner Universitätskliniken und Instituten, welches sie mit der Promotion zum Dr. med. beendete. 1933 zog sie ins vorpommersche Greifswald. Dort arbeitete sie bis 1935 als Assistentin am Hygieneinstitut. 1935 ging Meta Sander nach Rostock, um hier als Assistentin am Hygieneinstitut zu arbeiten. 1940 wechselte sie in die Universitäts-Frauenklinik der Universität Rostock. Ab 1943 war sie an der Chirurgischen Universitätsklinik tätig, bevor sie 1944 an die Frauenklinik wechselte. Seit 1943 bildete sie neben ihrer Arbeit Hebammen aus. Von 1948 bis 1951 übernahm Meta Sander die ärztliche Leitung der Schwesternschule in Rostock. 1950 wurde sie Oberärztin. Von 1953 bis 1959 war sie Dozentin für Geburtshilfe und Gynäkologie. Von 1958 bis zu ihrem Ruhestand 1971 war sie hauptamtlich als Leitende Ärztin der Frauenklinik Wismar tätig, nebenamtlich hatte sie eine Professur für das Fachgebiet der Gynäkologie und Geburtshilfe an der Rostocker Universität. Sie war 1959 die erste Professorin der DDR für das Fachgebiet der Gynäkologie und Geburtshilfe. 
Sie war am Aufbau der Gesellschaft für Frauenheilkunde beteiligt. Mehr als zwei Dutzend Ärzte promovierten unter ihrer Leitung. In der gynäkologischen Krebschirurgie setzte Meta Sander Akzente, führte diese und die radiologische Kontakttherapie ein. Auch nach ihrer Pensionierung leitete Sander die Schwangerenberatung sowie die Frauenhilfe der Klinik. Meta Sander war mit dem Professor für Hygiene Fritz Sander verheiratet.

## Ehrungen
1965 wurde ihr der Titel Verdienter Arzt des Volkes verliehen. In der Schweriner Werdervorstadt trägt eine Straße ihren Namen.